# Robert Heidger
Robert „Rob“ Heidger (* 3. Juni 1969 in Danville (Kalifornien), USA) ist ein ehemaliger US-amerikanischer Beachvolleyballspieler.

## Karriere
Robert Heidger begann mit dem Beachvolleyball 1989. Er spielte seit 1992 auf der US-amerikanischen AVP Tour und seit 1995 international auf der FIVB World Tour. An der Seite von Kevin Wong nahm er 2000 an den Olympischen Spielen in Sydney teil und schied im Viertelfinale gegen die Goldmedaillengewinner Blanton/Fonoimoana aus. Heidger nahm an drei Weltmeisterschaften (1997 mit Michael Dodd, 1999 mit Kevin Wong und 2001 mit Christian McCaw) teil. Im September 2001 beendete Rob Heidger an der Seite von Eric Fonoimoana mit einem vierten Platz bei den Goodwill Games in Brisbane seine Karriere.